# Cannstatter Volksfest

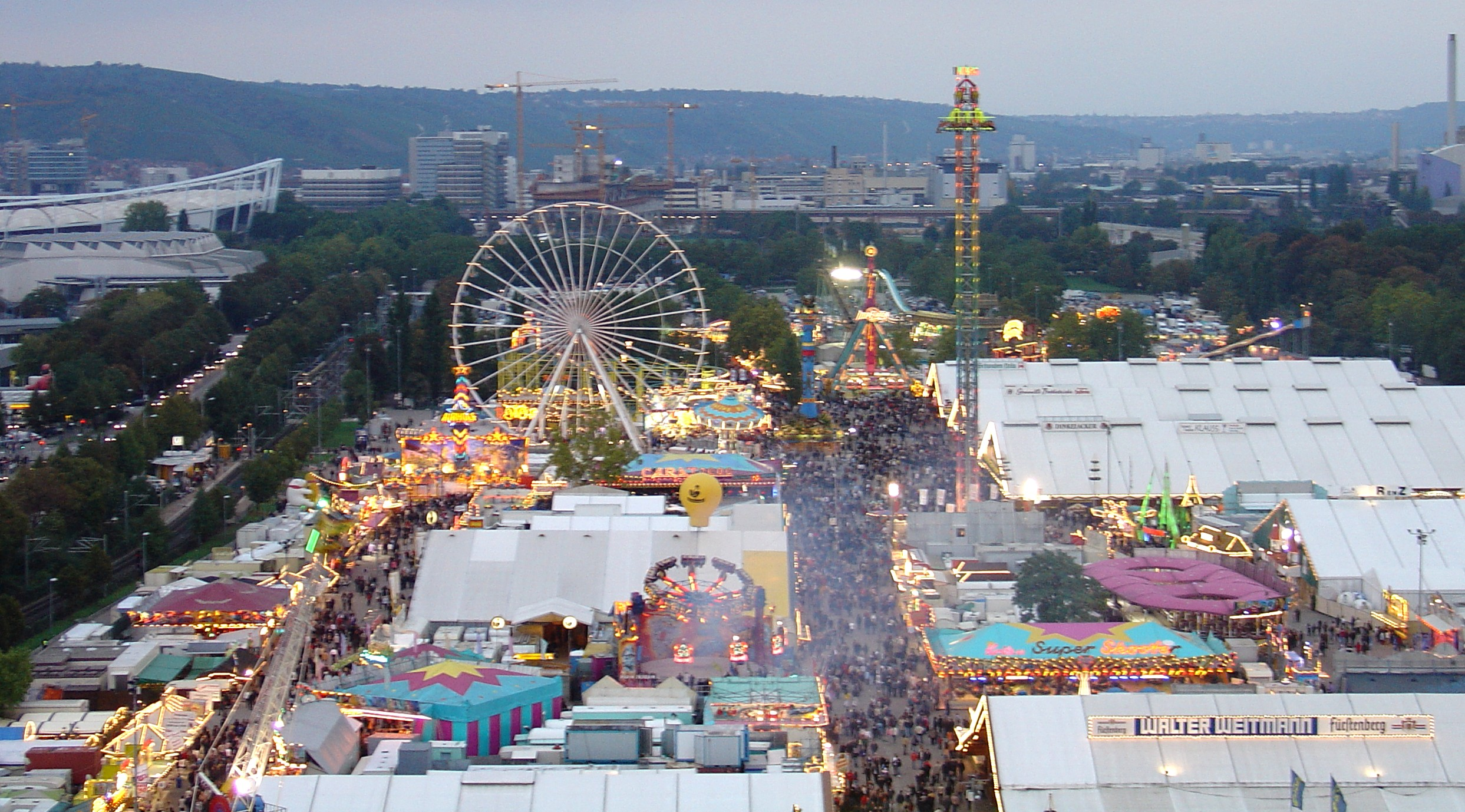
Cannstatter-Volksfest

Cannstatter Volksfest (Cannstatter Wasen) är en årligt återkommande folkfest i Stuttgart som pågår i slutet av september och början på oktober. Den äger rum på området Cannstatter Wasen i NeckarPark i Stuttgartstadsdelen Bad Cannstatt. Den första folkfesten på området ägde rum 1818. 